# Аселіно Фрейтас
Аселіно Фрейтас (порт. Acelino Freitas, 21 вересня 1975) — бразильський професійний боксер, чемпіон світу за версіями WBO (1999—2004) та WBA (Super) (2002—2004) у другій напівлегкій вазі і WBO (2004, 2006—2007) в легкій вазі.

## Любительська кар'єра
1995 року завоював срібну медаль на Панамериканських іграх, програвши у фіналі Хуліо Гонсалес Валладаресу (Куба).

## Професіональна кар'єра
Через три місяці після Панамериканських ігор дебютував на профірингу, почавши серію з 29 перемог нокаутом поспіль. Його перші перемоги були проти конкурентів низького рівня, але 15 вересня 1998 року він нокаутував у другому раунді Франсіско Томаса Да Круза, колишнього претендента на титул чемпіона світу у другій напівлегкій вазі Хуліо Сезара Чавеса (Мексика).
7 серпня 1999 року Фрейтас нокаутував у першому раунді чемпіона WBO у другій напівлегкій вазі Анатолія Александрова (Росія). Фрейтас п'ять разів захистив титул чемпіона світу і провів один нетитульний бій, усі з яких завершилися перемогою нокаутом. Потім він лише за 45 секунд нокаутував Даніеля Алісу в нетитульному бою та за 2 хвилини Орландо Сото в черговому захисті.
29 вересня 2001 року вперше здобув не дострокову перемогу одностайним рішенням суддів у десяти раундах над ексчемпіоном світу Альфредом Котей (Гана).
12 січня 2002 року в об'єднавчому бою здобув перемогу одностайним рішенням суддів над чемпіоном WBA (Super) Хоелем Касамайором (Куба). Провів три успішних захиста титулів проти Денієла Атта (Нігерія), Хуана Карлос Раміреса (Мексика) і Хорхе Родріго Барріоса (Аргентина).
3 січня 2004 року зустрівся в бою з багаторічним чемпіоном світу за версією WBO в легкій вазі Артуром Григоряном (Узбекистан) і здобув перемогу одностайним рішенням суддів.
7 серпня 2004 року в першому захисті титулу зустрівся в бою з Дієго Корралесом (США) і зазнав першої поразки технічним нокаутом в десятому раунді.
29 квітня 2006 року вийшов на бій за вакантний титул чемпіона WBO в легкій вазі проти Захіра Рахіма (США) і переміг розділеним рішенням суддів. Але вже в наступному об'єднавчому бою 28 квітня 2007 року програв технічним рішенням у восьмому раунді чемпіону WBA (Super) Хуану Діасу (США).